# Johannes Klapper
Johannes Klapper (* 1953) ist ein ehemaliger deutscher Basketballspieler und -trainer.

## Leben
Klapper spielte Basketball in Hannover und dann beim SSC Göttingen in der Basketball-Bundesliga. Drei Jahre lang war er in Göttingen dann Assistenztrainer von Terrence Schofield, unter anderem in der Saison 1979/80, als man Deutscher Meister wurde. Nach dem Studium und Referendariat (Hölty-Gymnasium Celle) wurde Klapper als Lehrer am Gymnasium Walsrode tätig. Im Laufe seines Berufslebens war er ab 1991 fünf Jahre Lehrer in Kairo und übernahm später das Amt des Schulleiters des Gymnasiums Walsrode. In der evangelischen Kirche wurde er Mitglied der niedersächsischen Landessynode und Mitglied des Ausschusses für Kirchenmusik und Kultur sowie des Bildungsausschusses.